# Bragadiru (okręg Teleorman)
Bragadiru – wieś w Rumunii, w okręgu Teleorman, w gminie Bragadiru. W 2011 roku liczyła 3969 mieszkańców.